# Randy Velischek
Randy Velischek (né le 10 février 1962 à Montréal, Québec, au Canada) est un ancien joueur professionnel canadien de hockey sur glace.

## Carrière de joueur
Comparativement aux nombreux jeunes joueurs canadiens, il décida de joindre les rangs d'une université américaine. Il joua pour les Friars du Collège Providence. Il fit ses débuts après la fin de sa carrière universitaire, alors qu'il s'aligna quelques parties avec les North Stars du Minnesota de la Ligue nationale de hockey. Durant les saisons qui suivirent, il passa son temps entre les ligues mineures et le club de la LNH. Il faudra attendre la saison 1986-1987 avant de le voir à l'œuvre une saison complète avec le grand club.
Il joua dans la LNH jusqu'à la saison 1991-1992. Par la suite, il joua encore quelques saisons dans la Ligue américaine de hockey ainsi que dans la Ligue internationale de hockey. Après son passage avec les Admirals de Milwaukee (LIH), il signa avec un club anglais, soit les Wasps de Durham. Il s'aligna avec eux que pour trois parties, car il accepta un poste comme commentateur à la radio pour les Devils du New Jersey

## Statistiques
Pour les significations des abréviations, voir Statistiques du hockey sur glace.
| Saison     | Équipe                          | Ligue      |     | Saison régulière | Saison régulière | Saison régulière | Saison régulière | Saison régulière |   | Séries éliminatoires | Séries éliminatoires | Séries éliminatoires | Séries éliminatoires | Séries éliminatoires |
| Saison     | Équipe                          | Ligue      | PJ  | B                | A                | Pts              | Pun              | PJ               | B | A                    | Pts                  | Pun                  |                      |                      |
| 1977-1978  | Lions du Lac Saint-Louis        | QAAA       | 26  | 3                | 25               | 28               | 14               | 7                | 5 | 3                    | 8                    | 6                    |                      |                      |
| 1978-1979  | Lions du Lac Saint-Louis        | QAAA       | 39  | 13               | 31               | 44               | 47               | 9                | 3 | 8                    | 11                   | 10                   |                      |                      |
| 1979-1980  | Friars du Collège Providence    | NCAA       | 31  | 5                | 5                | 10               | 20               |                  |   |                      |                      |                      |                      |                      |
| 1980-1981  | Friars du Collège Providence    | NCAA       | 33  | 3                | 12               | 15               | 26               |                  |   |                      |                      |                      |                      |                      |
| 1981-1982  | Friars du Collège Providence    | NCAA       | 33  | 1                | 14               | 15               | 38               |                  |   |                      |                      |                      |                      |                      |
| 1982-1983  | Friars du Collège Providence    | NCAA       | 41  | 18               | 34               | 52               | 50               |                  |   |                      |                      |                      |                      |                      |
| 1982-1983  | North Stars du Minnesota        | LNH        | 3   | 0                | 0                | 0                | 2                | 9                | 0 | 0                    | 0                    | 0                    |                      |                      |
| 1983-1984  | Golden Eagles de Salt Lake City | LCH        | 43  | 7                | 21               | 28               | 54               | 5                | 0 | 3                    | 3                    | 2                    |                      |                      |
| 1983-1984  | North Stars du Minnesota        | LNH        | 33  | 2                | 2                | 4                | 10               | 1                | 0 | 0                    | 0                    | 0                    |                      |                      |
| 1984-1985  | Indians de Springfield          | LAH        | 26  | 2                | 7                | 9                | 22               |                  |   |                      |                      |                      |                      |                      |
| 1984-1985  | North Stars du Minnesota        | LNH        | 52  | 4                | 9                | 13               | 26               | 9                | 2 | 3                    | 5                    | 8                    |                      |                      |
| 1985-1986  | Mariners du Maine               | LAH        | 21  | 0                | 4                | 4                | 4                |                  |   |                      |                      |                      |                      |                      |
| 1985-1986  | Devils du New Jersey            | LNH        | 47  | 2                | 7                | 9                | 39               |                  |   |                      |                      |                      |                      |                      |
| 1986-1987  | Devils du New Jersey            | LNH        | 64  | 2                | 16               | 18               | 54               |                  |   |                      |                      |                      |                      |                      |
| 1987-1988  | Devils du New Jersey            | LNH        | 51  | 3                | 9                | 12               | 66               | 19               | 0 | 2                    | 2                    | 20                   |                      |                      |
| 1988-1989  | Devils du New Jersey            | LNH        | 80  | 4                | 14               | 18               | 70               |                  |   |                      |                      |                      |                      |                      |
| 1989-1990  | Devils du New Jersey            | LNH        | 62  | 0                | 6                | 6                | 72               | 6                | 0 | 0                    | 0                    | 4                    |                      |                      |
| 1990-1991  | Nordiques de Québec             | LNH        | 79  | 2                | 10               | 12               | 42               |                  |   |                      |                      |                      |                      |                      |
| 1991-1992  | Citadels d'Halifax              | LAH        | 16  | 3                | 6                | 9                | 0                |                  |   |                      |                      |                      |                      |                      |
| 1991-1992  | Nordiques de Québec             | LNH        | 38  | 2                | 3                | 5                | 22               |                  |   |                      |                      |                      |                      |                      |
| 1992-1993  | Citadels d'Halifax              | LAH        | 49  | 6                | 16               | 22               | 18               |                  |   |                      |                      |                      |                      |                      |
| 1993-1994  | Aces de Cornwall                | LAH        | 18  | 1                | 6                | 7                | 17               |                  |   |                      |                      |                      |                      |                      |
| 1993-1994  | Admirals de Milwaukee           | LIH        | 53  | 7                | 11               | 18               | 28               | 4                | 0 | 0                    | 0                    | 2                    |                      |                      |
| 1994-1995  | Admirals de Milwaukee           | LIH        | 35  | 3                | 3                | 6                | 24               | 12               | 2 | 2                    | 4                    | 6                    |                      |                      |
| 1995-1996  | Wasps de Durham                 | B & H Cup  | 3   | 3                | 6                | 9                | 2                |                  |   |                      |                      |                      |                      |                      |
| Totaux LNH | Totaux LNH                      | Totaux LNH | 509 | 21               | 76               | 97               | 403              | 44               | 2 | 5                    | 7                    | 32                   |                      |                      |

## Trophées et honneurs personnels
- Eastern College Athletic Conference (NCAA)
  - 1982 : nommé dans la 2e équipe d'étoiles
  - 1983 : nommé dans la 1re équipe d'étoiles
  - 1983 : nommé joueur de l'année
  - 1983 : nommé dans la 1re équipe d'étoiles américaine de l'est de la NCAA

## Transactions en carrière
- 7 octobre 1985: sélectionné par les Devils du New Jersey des North Stars du Minnesota lors du repêchage intra-équipe.
- 13 août 1993: échangé aux Nordiques de Québec par les Devils du New Jersey pour compléter la transaction qui a envoyé Peter Šťastný aux Devils (le 6 mars 1990).